# Louis Arnoux (peintre)
Pour les articles homonymes, voir Louis Arnoux et Arnoux.
Louis Arnoux est un peintre français, né à Montbard le 28 février 1913 où il est mort le 10 mars 2006.

## Biographie
Louis Arnoux est né à Montbard en 1913, il a été baptisé et s'est marié à l’église Saint-Urse de Montbard.
Très vite, il s'intéresse au dessin et à la peinture. Il suit les cours de l’école des Beaux-Arts de Dijon. 
En 1933, il effectue son service militaire. En 1939, il est mobilisé et participe à la campagne de Belgique et passe en Angleterre. À son retour en France, il reçoit la Croix de guerre en récompense de sa conduite exemplaire.
Puis il se remet à sa passion : la peinture. Le jeune peintre Louis Arnoux est plein de promesses. Il exposera dans de nombreux salons : Salon d'automne, Salon des artistes français, Salon des artistes indépendants, Salon de la Société nationale des Beaux-Arts, Salon du dessin et de la peinture à l’eau, Salon Léonard de Vinci. 
Il peindra des natures mortes, des paysages régionaux et la butte de Montbard au pied de laquelle il est enterré.

## Titres reçus
- Croix de guerre 1939–1945
- Il est nommé conservateur du musée des beaux-arts de Montbard en 1959.
- Conseiller municipal de Montbard de 1955 à 1967
- Nommé à vie et sociétaire de l’Académie européenne des Arts en 1974.
- En 1979, il est nommé membre titulaire Honoris Causa de l’Académie Européenne des Beaux-Arts.
- En 1979, il reçoit la médaille Vermeil du Grand Prix humanitaire de France.
- En 1983, il reçoit le titre d’Académicien d’Europe.
- En 1987, le centre de recherche lui décerne le diplôme Honoris causa de Docteur en Art.

## Prix obtenus
- Prix de New York en 1972
- Grand prix du Salon international de Nice en 1973
- Premier prix du Salon de la Côte d’Azur en 1973
- Médaille d’honneur du Salon international de Rome et des Sept Collines en 1974
- Chevalier de l’Académie européenne des Arts en 1974
- Chevalier du Mérite culturel et artistique en 1974
- Premier prix en 1974 et médaille d’or du Salon international de Lyon en 1975
- Commandeur du « Mérite et Dévouement français » en 1976
- Grande médaille d’argent de la Ville de Paris en 1977
- Grand prix du Salon « Les Maîtres de notre temps » catégorie marine en 1977
- Commandeur de l’Encouragement public en 1978
- Médaille du conseil général de l'Essonne en 1978
- Médaille d’or au concours « Hommage à monsieur Buffon » en 1979
- Médaille d’or des « Arts et lettres de France » en 1980
- Médaille d’or des Artistes du Sud en 1980
- Médaille d’or du Parlement mondial en 1983
- Oscar d’or de l’Academia Italia en 1985
- Médaille d’or de l’Académie Léonard de Vinci en 1985
- Médaille d’honneur de l’Encouragement au Progrès en 1986
- Palmes d’or d’Europe en 1987
- Prix Victor Henri Lesur au salon des artistes français en 1988
- Prix de la ville de Milan en 1988
- Prix et médailles des villes de Vernou et Champagne
- Médaille d’or du Salon international de Bourgogne Franche-Comté
- Médaille de vermeil des Arts-Sciences-Lettres
- Médaille d’honneur de la ville de Montbard
- Figure dans l’ouvrage Livre d’or des valeurs humaines

## Sources
- Hommage rendu par Jacky Pitaud lors des obsèques de Louis Arnoux le 13 mars 2006
- Autobiographie de Louis Arnoux, 1988